# Louisa Jacobson
Pour les articles homonymes, voir Jacobson.
Louisa Jacobson Gummer, née le 12 juin 1991 à Los Angeles, est une actrice et mannequin américaine. Elle est notamment connue pour le rôle de Marian Brook qu'elle incarne dans la série The Gilded Age depuis 2022.

## Biographie

### Jeunesse et formation
Louisa Jacobson Gummer naît le 12 juin 1991 à Los Angeles, en Californie. Elle est la fille de l'actrice Meryl Streep et du sculpteur Don Gummer,,. Elle suit des stages de théâtre l'été et joue dans plusieurs pièces durant ses années de lycée. Elle étudie ensuite au Vassar College, dont elle est diplômée en 2013 en psychologie,. Après avoir travaillé comme mannequin pour IMG Models, elle s'inscrit à la Yale School of Drama (en),, dont elle sort diplômée d'un Master of Fine Arts en art dramatique,.

### Carrière d'actrice
Lorsqu'elle commence sa carrière d'actrice, Louisa Jacobson Gummer décide d'utiliser le nom « Louisa Jacobson », afin d'éviter d'être confondue avec son homonyme l'actrice Louisa Gummer. Elle fait ses débuts au théâtre, dans la pièce Native Son (Un enfant du pays) mise en scène par Seret Scott, en 2017, puis joue le rôle de Juliette dans Roméo et Juliette de la compagnie Old Globe Theatre (en) en 2019,. En 2022, elle incarne Leah dans la pièce Trayf de Lindsay Joelle. Sa performance est saluée par la critique.
En 2022, Louisa Jacobson fait ses débuts à la télévision, dans la série The Gilded Age de Julian Fellowes, diffusée sur la plateforme HBO Max,. En 2023, elle est nommée, pour sa performance dans le rôle de Marian Brook, pour le Screen Actors Guild Award de la meilleure distribution pour une série télévisée dramatique.
En 2024, Louisa Jacobson est l'assistante réalisatrice de Michael Breslin pour la pièce Off-Broadway Invasive Species. Elle joue également dans la comédie romantique Materialists de Celine Song.

### Vie privée
En juin 2024, pendant le mois des fiertés, Louisa Jacobson fait son coming out lesbien sur son compte Instagram, en postant une photo d'elle-même en compagnie de sa conjointe, Anne Blundell,. Pour sa prise de parole, elle reçoit le 1er février 2025 le Prix de la visibilité (Visibility Award) de l'organisme Human Rights Campaign,,.

## Filmographie

### Télévision
- Depuis 2022 : The Gilded Age de Julian Fellowes : Marian Brook[4].

### Films
- 2023 : Materialists de Celine Song : Charlotte[4].

### Théâtre
- 2017 : Native Son (Un enfant du pays), mis en scène par Seret Scott : Mary
- 2018 : The Member of the Wedding (Frankie Addams) : Janice
- 2019 : Roméo et Juliette, Old Globe Theatre (en) : Juliette
- 2022 : Trayf de Lindsay Joelle : Leah
- 2023 : Lunch Bunch : Tuttle

## Prix et distinctions
- 2023 : nommée pour le Screen Actors Guild Award de la meilleure distribution pour une série télévisée dramatique[11].